# Secretaría General Técnica del Ministerio de Política Territorial
La Secretaría General Técnica del Ministerio de Política Territorial y Memoria Democrática es el órgano directivo de carácter técnico responsable de dar asistencia técnica, jurídica y administrativa a los distintos órganos del Departamento así como de asumir las relaciones de este con los tribunales de justicia y otras instituciones.
La SGT se creó por primera vez en 1979 dentro del Ministerio de Administración Territorial, y ha existido intermitentemente desde entonces, mientras estuvo activo el Ministerio de Administraciones Públicas (1986-2009), el Ministerio de Política Territorial (2009-2010), el Ministerio de Política Territorial y Administración Pública (2010-2011), el Ministerio de Política Territorial y Función Pública (2018-2021) y desde 2021 en el Ministerio de Política Territorial.

## Estructura y funciones
Actualmente regulada en el Real Decreto 273/2024, de 19 de marzo, la Secretaría General Técnica dispone de tres órganos con rango de Subdirección General, a través de los cuales ejerce sus competencias:
- La Vicesecretaría General Técnica, a la que le corresponde desempeñar las tareas administrativas, la preparación de documentación, y la realización de informes relacionados con la participación del Departamento en el Consejo de Ministros, en las Comisiones Delegadas del Gobierno y en la Comisión General de Secretarios de Estado y Subsecretarios; así como la coordinación de las propuestas del Departamento para su inclusión en el Plan Anual Normativo de la Administración General del Estado y en el informe anual de evaluación normativa, y la coordinación del cumplimiento de estas.
- La Subdirección General de Informes sobre Asuntos de Política Territorial y Memoria Democrática, a la que le corresponde preparar los proyectos normativos y la emisión de informes que se le encomienden, así como tramitación de los procedimientos de emisión de informe que competan a otros órganos. Asimismo, supervisa la transposición de directivas y de las medidas necesarias para cumplir con las obligaciones emanadas de los reglamentos europeos.
- La Subdirección General de Recursos, Publicaciones y Documentación, a la que le corresponde el estudio, la tramitación y la elaboración de las propuestas de resolución de los recursos administrativos, así como de las reclamaciones de responsabilidad patrimonial de la Administración, de los expedientes de revisión de oficio de los actos administrativos, declaraciones de lesividad y derecho de petición; y las relaciones con los juzgados y tribunales de justicia y el seguimiento de los procedimientos que en estos haya abiertos, tanto nacionales como europeos. Asimismo, es responsable de las políticas del Departamento relacionadas con estudios y compilaciones normativas, programa editorial, bibliotecas, archivos, servicios de documentación, estadística y protección de datos personales.